# Compendium de la doctrine sociale de l'Église
Le Compendium de la doctrine sociale de l'Église est un document rédigé en 2004 par le cardinal Martino, président du conseil pontifical Justice et Paix. Il constitue un effort pour collecter, articuler et mettre en perspective la doctrine sociale de l'Église catholique.

## Destinataires
Le Compendium est adressé aux évêques, prêtres, religieux, formateurs de l'Église, ainsi qu'aux laïcs de l'Église, mais aussi à « tous les hommes et femmes de bonne volonté qui s'efforcent de servir le bien commun » avec le souhait « qu'ils veuillent l'accueillir comme le fruit d'une expérience humaine universelle… »
Le texte officiel peut être consulté en ligne sur le site du Vatican.
Selon le Vatican, le document pourra être utilisé « afin d'analyser objectivement les situations, les éclairer à la lumière des paroles de l'Évangile et, y puiser des principes de réflexion, des critères de jugement et des orientations pour l'action ».

## Objet du texte
Ce texte qui traite de l'enseignement social de l'Église s'efforce de répondre aux multiples interrogations :
- sur le degré de consistance de notions abritées sous le couvert de l'expression souvent employée « Doctrine sociale de l'Église » (DSE) ;
- sur le contenu et l'articulation de ces notions au sein de l'enseignement global de l'Église ;
- sur la forme éventuellement utile pour diffuser cet enseignement spécifique.

En effet, faute d'un statut explicite et officiel, la signification et la portée à donner à cette expression ont oscillé entre des pôles distincts et quelque peu contradictoires :
- pour les uns, (voir par exemple la réflexion du père Marie-Dominique Chenu, o.p.), la DSE n'a pas de consistance, ne peut et à la limite ne doit pas en avoir ;
- pour les autres, la DSE représente un corps de doctrine solide, qui doit être répandu comme tel.

La réponse du cardinal Martino semble apporter sur ce point une réponse intermédiaire et prudente :
- dans la forme, le document est un compendium ;
- sur le fond : « il faut dûment tenir compte que l'écoulement du temps et l'évolution des contextes sociaux nécessiteront des réflexions constantes et des mises à jour sur les différents thèmes exposés ici, pour interpréter les nouveaux signes des temps »[3].

Selon son rédacteur, l'objet du document est :
- de présenter de manière synthétique, mais exhaustive, l'enseignement social de l'Église ;
- de soutenir et d'inciter l'action des chrétiens dans le monde social, en particulier des fidèles laïcs dont c'est le milieu spécifique ;
- d'exposer aux « lecteurs de bonne volonté » les motifs qui poussent l'Église à intervenir avec une doctrine dans le domaine social qui, à première vue, ne semble pas relever de sa compétence ;
- d'exposer également à tous les raisons d'une rencontre, d'un dialogue, d'une collaboration pour servir le bien commun.

## Éditions
- Compendium de la doctrine sociale de l'Église, Cerf 2005,  (ISBN 978-2-20407-887-0)
- Compendium de la doctrine sociale de l'Église Texte intégral sur le site du Vatican

## Pour approfondir